# Suurlaid (Saare)
Suurlaid ist eine unbewohnte Insel, 350 Meter von der größten estnischen Insel Saaremaa entfernt. Die Insel liegt in der Landgemeinde Saaremaa im Kreis Saare. Sie liegt in der Bucht Kiudu lõpp im Kahtla-Kübassaare hoiuala.
Suurlaid ist 310 Meter lang und 110 Meter breit.